# Sofo Gelovaniová
Sofo Gelovaniová (gruzínsky სოფო გელოვანი,; * 21. března 1984 Tbilisi) je gruzínská zpěvačka. Spolu s Nodikem Tatišvilim reprezentovala Gruzii na Eurovision Song Contest 2013 ve švédském Malmö, ve finále skončili na 15. místě.